# دیک هولدن
دیک هولدن (انگلیسی: Dick Holden؛ زادهٔ ۱۲ ژوئن ۱۸۸۵) یک بازیکن فوتبال اهل انگلستان است. 
از باشگاه‌هایی که در آن بازی کرده‌است می‌توان به باشگاه فوتبال منچستر یونایتد اشاره کرد.